# Batalha de Bicocca
A Batalha de Bicocca, algumas vezes chamada de Batalha de La Bicocca, foi travada em 27 de abril de 1522 durante a Guerra Italiana de 1521-1526. Uma combinação de forças francesas e venezianas sob comando de Odet de Foix, Visconde de Lautrec, que foi decisivamente derrotado pelas forças imperiais, espanholas e papais sob o comando geral de Prospero Colonna. Lautrec então deixou a Lombardia, perdendo o Ducado de Milão para o domínio Imperial.
Tendo sido forçado até Milão por um avanço imperial no começo de 1521, Lautrec reagrupou suas forças, enquanto tentava impingir golpes nas linhas de comunicação de Colonna. Neste ínterim ficaram os mercenários suíços com seus pagamentos atrasados - o que exigia fossem colocados imediatamente em combate. Isto forçou Lautrec a empreender um ataque às posições fortificadas de Colonna, na praça de Bicocca, ao norte da cidade.
Os piqueiros suíços avançaram em campo aberto, sob fogo pesado da artilharia, em assalto às posições imperiais, mas foram barrados pelas trincheiras abertas no terreno. Sofrendo enormes baixas pelo fogo dos arcabuzeiros espanhóis, os suíços bateram em retirada. A este tempo, uma tentativa da cavalaria francesa em atacar os flancos da posição de Colonna revelou-se igualmente ineficaz. Os suíços, pouco dispostos em continuar lutando, abandonaram a praça e voltaram aos seus cantões depois de alguns dias, e Lautrec bateu em retirada para o território veneziano com o remanescente de suas tropas.
Esta batalha tornou-se particularmente notável porque marcou o fim do domínio suíço entre as forças de infantaria durante as Guerras Italianas, bem como o método suíço de ataque por colunas maciças de piqueiros, sem apoio de outras tropas. Foi, ainda, simultaneamente, o primeiro de uma série de enfrentamentos que estabeleceram o papel decisivo das armas de fogo nos campos de batalha.

## Prelúdio
Ao começo da guerra, em 1521, o Imperador Carlos V do Sacro Império e o Papa Leão X moveram-se juntamente contra o Ducado de Milão, a principal possessão francesa na Lombardia. Uma grande força papal, sob comando do Marquês de Mântua, junto a tropas espanholas de Nápoles e alguns pequenos contingentes italianos, concentraram-se próximo a Mântua. As forças alemãs que Carlos enviou ao sul para auxiliar no confronto atravessaram território veneziano próximo a Vallegio, sem serem molestadas. O combinado de forças papais, espanholas e imperiais agiram então em território francês sob o comando de Próspero Colonna. Durante os meses seguintes Colonna iniciou uma luta de manobras evasivas contra Odet de Foix, Visconde de Lautrec, comandante francês, sitiando cidades mas se recusando a travar uma batalha.